# Scottish League Cup 2010/11
De Scottish League Cup 2010–11 was de 65ste editie van het tweede prestigieuze toernooi in Schotland, vanwege de sponsor ook wel bekend als de CIS Insurance Cup. Titelhouder was Glasgow Rangers.

## Programma
| Ronde        | Data                              | Wedstrijden | Clubs    |
| ------------ | --------------------------------- | ----------- | -------- |
| 1e ronde     | 31 juli en 1 augustus 2010        | 15          | 42 → 27  |
| 2e ronde     | 24 augustus en 25 augustus 2010   | 11          | 27 → 160 |
| 3e ronde     | 21 september en 22 september 2010 | 8           | 16 → 80  |
| Kwartfinales | 26 oktober en 27 oktober 2010     | 4           | 8 → 4    |
| Halve finale | 29 januari en 30 januari 2011     | 2           | 4 → 2    |
| Finale       | 20 maart 2011                     | 1           | 2 → 1    |

## Eerste ronde
De loting voor de eerste ronde vond plaats op 28 mei 2010.
| Thuis                        | Score          | Bezoekers       |
| ---------------------------- | -------------- | --------------- |
| Dundee                       | 3 – 0          | Montrose        |
| Elgin City                   | 3 – 2 (a.e.t.) | Ayr United      |
| Dunfermline Athletic         | 5 – 2          | Arbroath        |
| Annan Athletic               | 0 – 1          | Partick Thistle |
| Stirling Albion              | 1 – 2          | Forfar Athletic |
| Albion Rovers                | 0 – 1          | Airdrie United  |
| Ross County                  | 2 – 1          | Livingston      |
| Stenhousemuir                | 1 – 3          | Brechin City    |
| Raith Rovers                 | 4 – 1          | East Fife       |
| Clyde                        | 2 – 1          | Cowdenbeath     |
| Peterhead                    | 1 – 0          | Berwick Rangers |
| Stranraer                    | 1 – 7          | Greenock Morton |
| Queen of the South           | 5 – 1          | Dumbarton       |
| Inverness Caledonian Thistle | 3 – 0          | Queen's Park    |
| East Stirlingshire           | 1 – 2          | Alloa Athletic  |

## Tweede ronde
De loting voor de Tweede ronde vond plaats op 6 augustus 2010.
| Thuis                        | Score                     | Bezoekers           |
| ---------------------------- | ------------------------- | ------------------- |
| Kilmarnock                   | 6 – 2                     | Airdrie United      |
| Brechin City                 | 2 – 2 (n.v.) 3 – 1 (pen.) | Dundee              |
| Heart of Midlothian          | 4 – 0                     | Elgin City          |
| Alloa Athletic               | 0 – 3                     | Aberdeen            |
| St. Johnstone                | 2 – 0                     | Greenock Morton     |
| Ross County                  | 3 – 3 (n.v.) 4 – 3 (pen.) | St. Mirren          |
| Inverness Caledonian Thistle | 3 – 0                     | Peterhead           |
| Partick Thistle              | 0 – 1                     | Falkirk             |
| Queen of the South           | 4 – 1                     | Forfar Athletic     |
| Raith Rovers                 | 1 – 0                     | Hamilton Academical |
| Dunfermline Athletic         | 3 – 2                     | Clyde               |

## Derde ronde
De loting voor de derde ronde vond plaats op 31 augustus 2010
| Thuis         | Score                 | Bezoekers                    |
| ------------- | --------------------- | ---------------------------- |
| Rangers       | 7 – 2                 | Dunfermline Athletic         |
| Kilmarnock    | 3 – 1                 | Hibernian                    |
| Aberdeen      | 3 – 2                 | Raith Rovers                 |
| Falkirk       | 4 – 3                 | Heart of Midlothian          |
| Celtic        | 6 – 0                 | Inverness Caledonian Thistle |
| Ross County   | 1 – 2 (na extra tijd) | Dundee United                |
| St. Johnstone | 3 – 0                 | Queen of the South           |
| Brechin City  | 0 – 2                 | Motherwell                   |

## Kwartfinale
De loting voor de kwartfinales vond plaats op 23 september 2010. De wedstrijden werden gespeeld op 26 en 27 oktober 2010.
|                           |                                       |         |                  |                                                                                 |
| 26 oktober 2010 19:45 uur | Aberdeen                              | 2 – 1   | Falkirk          | Pittodrie Stadium, Aberdeen Toeschouwers: 6.710 Scheidsrechter: Stevie O'Reilly |
| 26 oktober 2010 19:45 uur | Paul Hartley 90+5' Paul Hartley 90+5' | Verslag | 33' Mehdi Khalis | Pittodrie Stadium, Aberdeen Toeschouwers: 6.710 Scheidsrechter: Stevie O'Reilly |

|                           |              |         |               |                                                                         |
| 26 oktober 2010 19:45 uur | Motherwell   | 1 – 0   | Dundee United | Fir Park, Motherwell Toeschouwers: 4.838 Scheidsrechter: William Collum |
| 26 oktober 2010 19:45 uur | Alan Gow 86' | Verslag |               | Fir Park, Motherwell Toeschouwers: 4.838 Scheidsrechter: William Collum |

|                           |                                    |         |                                                       |                                                                         |
| 27 oktober 2010 19:30 uur | St. Johnstone                      | 2 – 3   | Celtic                                                | McDiarmid Park, Perth Toeschouwers: 5.151 Scheidsrechter: Craig Thomson |
| 27 oktober 2010 19:30 uur | Sam Parkin 31' Murray Davidson 54' | Verslag | 8' Anthony Stokes 12' Niall McGinn 13' Anthony Stokes | McDiarmid Park, Perth Toeschouwers: 5.151 Scheidsrechter: Craig Thomson |

|                           |            |         |                                       |                                                                         |
| 27 oktober 2010 19:45 uur | Kilmarnock | 0 – 2   | Rangers                               | Rugby Park, Kilmarnock Toeschouwers: 7.561 Scheidsrechter: Mike Tumilty |
| 27 oktober 2010 19:45 uur |            | Verslag | 25' Andrew Little 61' Steven Naismith | Rugby Park, Kilmarnock Toeschouwers: 7.561 Scheidsrechter: Mike Tumilty |

## Halve finale
De loting voor de halve finales vonden plaats op 29 oktober 2010.
|                           |                  |         |                                                                                |                                                                          |
| 29 januari 2011 15:00 uur | Aberdeen         | 1 – 4   | Celtic                                                                         | Hampden Park, Glasgow Toeschouwers: 38.085 Scheidsrechter: Craig Thomson |
| 29 januari 2011 15:00 uur | Scott Vernon 61' | Verslag | 6' Kris Commons 10' Charlie Mulgrew 21' Thomas Rogne 34' (pen.) Anthony Stokes | Hampden Park, Glasgow Toeschouwers: 38.085 Scheidsrechter: Craig Thomson |

|                           |                                     |         |                  |                                                      |
| 30 januari 2011 15:00 uur | Rangers                             | 2 – 1   | Motherwell       | Hampden Park, Glasgow Scheidsrechter: William Collum |
| 30 januari 2011 15:00 uur | Maurice Edu 20' Steven Naismith 75' | Verslag | 66' Keith Lasley | Hampden Park, Glasgow Scheidsrechter: William Collum |

## Finale
|                         |                |            |                                     |                                                                          |
| 20 maart 2011 15:00 uur | Celtic         | 1 – 2 (nv) | Rangers                             | Hampden Park, Glasgow Toeschouwers: 51.181 Scheidsrechter: Craig Thomson |
| 20 maart 2011 15:00 uur | Joe Ledley 31' | Verslag    | 24' Steven Davis 98' Nikica Jelavić | Hampden Park, Glasgow Toeschouwers: 51.181 Scheidsrechter: Craig Thomson |